# محمد وحيد إسماعيل بيجي
محمد وحيد إسماعيل بيجي (بالفارسية: محمدوحید اسماعیل‌بیگی)، من مواليد 26 فبراير 1992، هو لاعب كرة قدم إيراني معتزل، لعب بمركز الدفاع، بدأ مسيرته الرياضية سنة 2009، واعتزل نهائياً سنة 2023، لعب مباراة واحدة فقط مع المنتخب الإيراني سنة 2012.